# Clubiona corticalis
Clubiona corticalis este o specie de păianjeni din genul Clubiona, familia Clubionidae. A fost descrisă pentru prima dată de Charles Athanase Walckenaer în anul 1802.

## Subspecii
Această specie cuprinde următoarele subspecii:
- C. c. concolor
- C. c. nigra